# Denticetopsis
Denticetopsis es un género de peces actinopeterigios de agua dulce, distribuidos por ríos y lagos de América del Sur.

## Especies
Las especies de este género son:
- Denticetopsis epa Vari, Ferraris & de Pinna, 2005
- Denticetopsis iwokrama Vari, Ferraris & de Pinna, 2005
- Denticetopsis macilenta (C. H. Eigenmann, 1912)
- Denticetopsis praecox (Ferraris & B. A. Brown, 1991)
- Denticetopsis royeroi Ferraris, 1996
- Denticetopsis sauli Ferraris, 1996
- Denticetopsis seducta Vari, Ferraris & de Pinna, 2005